# Lissamphibia
Los lisanfibios (Lissamphibia), también conocidos como anfibios modernos, son un clado de tetrápodos que, como el nombre común lo indica, incluye a todos los anfibios actuales, los cuales están representados por más de 7.420 especies. El grupo está conformado por los clados Gymnophiona (cecilias), Caudata (salamandras), Salientia (ranas) y el grupo extinto Albanerpetontidae. Comparten numerosas características, entre las que se pueden nombrar la presencia de dientes pedicelados en los que la base y la corona están separadas por una zona de tejido fibroso, costillas reducidas y generalmente soldadas a las apófisis transversas vertebrales, pérdida del hueso yugal, presencia en el oído medio de un elemento sensorial para captar vibraciones de baja frecuencia (papila amphibiorum), piel vascularizada como adaptación a la respiración cutánea, cuerpos grasos asociados con las gónadas, etc.

## Evolución y sistemática
El origen del grupo aún es incierto, pudiendo dividirse las hipótesis actuales en tres principales categorías. En la primera Lissamphibia es considerado como un grupo monofilético derivado de los temnospóndilos en cuyo caso el grupo hermano puede ser el género Doleserpeton, Doleserpeton y Amphibamus, Branchiosauridae o un subgrupo de este último. Aunque es posible que estas similitudes de ciertos anfibios modernos (Batrachia) con especies del grupo Dissorophoidea, como Doleserpeton, correspondan a condiciones simplesiomórficas de los tetrápodos. Por otra parte, la segunda hipótesis también establece a Lissamphibia como un grupo monofilético, pero derivado de los lepospóndilos, mientras que la tercera hipótesis sugiere un carácter polifilético (difilético y en algunos estudios trifilético) de los lisanfibios, con un origen de las ranas y las salamandras a partir de los temnospóndilos, mientras que las cecilias (y a veces las salamandras) derivarían de los lepospóndilos.
Esta última hipótesis se vio reforzada por el descubrimiento de la especie Eocaecilia micropodia, una cecilia del Jurásico Inferior que fue asociada con el género Rhynchonkos (Pérmico Inferior) del grupo Microsauria. Sin embargo, esta visión de una relación entre Eocaecilia y Microsauria ha sido rechazada por ciertos investigadores, quienes argumentan que las apomorfías atribuidas a esa relación son homoplásticas, reflejando adaptaciones convergentes a un estilo de vida fosorial. Por otra parte, un origen monofilético de los anfibios modernos con respeto a los linajes actuales de amniotas está fuertemente avalado por los análisis moleculares. Por lo tanto, si los lepospóndilos son un grupo más cercano a los amniotas, la hipótesis del origen polifilético puede ser indirectamente rechazada ya que requeriría de una relación más cercana de las cecilias con los amniotas que con el clado Batrachia.
Kumar & Hedges (1998) estimaron el origen de los lisanfibios en 360 Ma, mientras que Zhang et al. (2005) lo determinó en 337 Ma. Estos hallazgos fueron cuestionados debido a la contradicción con el registro fósil de los tetrápodos del Paleozoico y porque favorecerían la hipótesis del origen polifilético. Los registros de fósiles de lisanfibios son escasos (siendo los más antiguos los de Triadobatrachus y Czatkobatrachus) y se encuentran en edades geológicas mucho menos antiguas de las que suguieren estos resultados. Los estudios moleculares recientes han reducido esta discrepancia con el registro fósil, rescatando ciertos análisis una fecha entre 322 y 274 Ma respectivamente, mientras que otros estiman el origen de los lisanfibios en 294 Ma y el del clado Batrachia en 264 Ma, estando esta última fecha cercana a los registro de Triadobatrachus (250 Ma) y Czatkobatrachus. Por lo general estas estimaciones son controversiales, con una diferencia de entre 87 y 103 Ma entre las estimaciones menos antiguas y las más antiguas respectivamente, aunque como se señalaba, los últimos estudios han tendido a favorecer una divergencia más reciente.
| Batrachia | \| \| Salientia \| \| \| \| \| \| Caudata \| \| \| \| |
|           | \| \| Salientia \| \| \| \| \| \| Caudata \| \| \| \| |
|           | Allocaudata†                                          |
|           |                                                       |
|           | Salientia                                             |
|           |                                                       |
|           | Caudata                                               |
|           |                                                       |

|  | Salientia |
|  |           |
|  | Caudata   |
|  |           |

| Batrachia | \| \| Salientia \| \| \| \| \| \| Caudata \| \| \| \| |
|           | \| \| Salientia \| \| \| \| \| \| Caudata \| \| \| \| |
|           | Allocaudata†                                          |
|           |                                                       |
|           | Salientia                                             |
|           |                                                       |
|           | Caudata                                               |
|           |                                                       |

|  | Salientia |
|  |           |
|  | Caudata   |
|  |           |

Cladograma basado en Marjanovic & Laurin (2007).